# Vasilij Vasil'evič Orlov-Denisov
Conte Vasilij Vasil'evič Orlov-Denisov, in russo Василий Васильевич Орлов-Денисов? (Pjatiizbjanskaja, 8 settembre 1775 – Charkiv, 24 gennaio 1843), è stato un generale russo.

## Biografia
Era il primogenito di Vasilij Petrovič Orlov (1745-1801), e di sua moglie, Dar'ja Fëdorovna Denisova, figlia di Fëdor Petrovič Denisov.
Alla morte del nonno materno, Vasilij ereditò il titolo di conte e aggiunse il cognome Denisov al suo.

## Carriera
All'età di 12 anni era già un cosacco a cavallo e a 15 anni era nel servizio di guardia sulle rive del Mar Nero. Il 3 luglio 1799 venne promosso a colonnello. Visse a San Pietroburgo, dove il giovane conte conobbe Gavriil Romanovič Deržavin. Parlava un po' di francese e tedesco.
Nel 1807 prese parte ai combattimenti contro i francesi a Guttstatt (Dobre Miasto) e a Heilsberg. Il 12 dicembre venne promosso a maggior generale. Nel 1808 è stato nominato comandante del reggimento cosacco e combatté contro gli svedesi (1808-1809).
Il 31 gennaio 1811 venne nominato aiutante generale. Nella battaglia di Valutino comandò il 1º reggimento di cavalleria. Partecipò alle battaglie di Malojaroslavec, Gagarin, Ljachov, Krasnoi e Vilna.
Fu comandante della scorta di Alessandro I (1813-1814) e fu con lui a Lutzenberg, Bautzen, Dresda, Kulm. Il 15 settembre 1813 ricevette il grado di tenente generale. Si distinse nella battaglia di Lipsia.
Nel 1824 fu nominato comandante del 5º reggimento di cavalleria. Il 22 agosto 1826 promosso a generale di cavalleria. Accompagnò il corpo del defunto Alessandro I a Taganrog alla fortezza. Nel 1827 lasciò l'esercito, ma quando è stato dichiarato guerra contro la Turchia, rientrò in servizio.

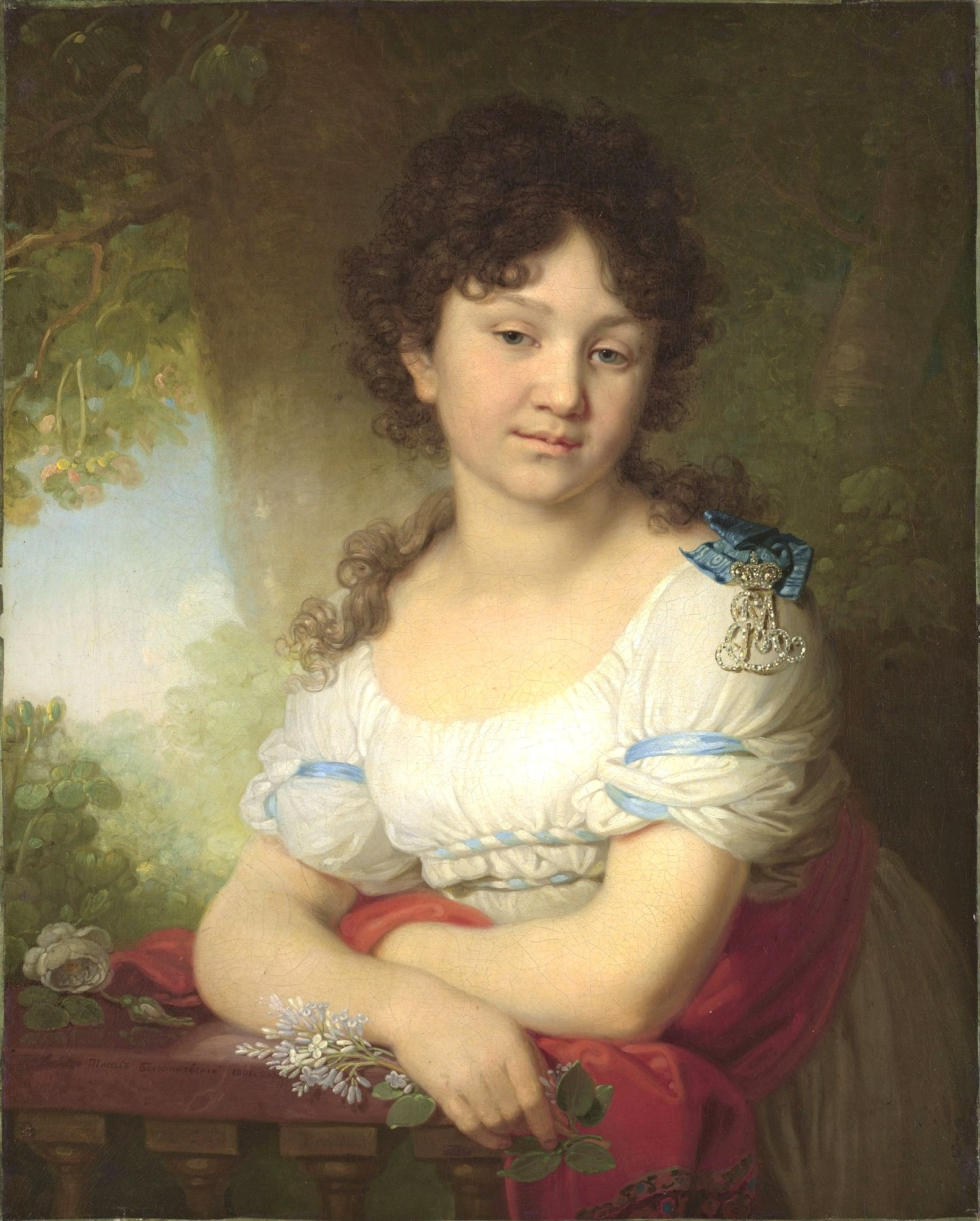
Ritratto di Marija Alekseevna Vasil'eva, di Vladimir Lukič Borovikovskij, 1801

## Matrimonio
Sposò, il 29 settembre 1805, Marija Alekseevna Vasil'eva (1784-1829), figlia di Aleksej Ivanovič Vasil'ev e di Varvara Sergeevna Urusova. Ebbero undici figli:
- Fëdor Vasil'evič (1806-1865);
- Aleksej Vasil'evič (1808-1834)
- Vasilij Vasil'evič (1810-1827)
- Vera Vasil'evna, sposò Michail Katenin;
- Nikolaj Vasil'evič (1815-1855), sposò Natal'ja Alekseevna Šidlovskaja;
- Pëtr Vasil'evič (1816-1859);
- Sof'ja Vasil'evna (1817-1875), sposò il conte Vladimir Petrovič Tolstoj;
- Michail Vasil'evič (1823-1863), sposò Elena Čertkova, ebbero due figli: Pëtr e Marija;
- Ljubov' Vasil'evna (1828-1869), sposò il principe Nikolaj Petrovič Trubeckoj.

## Morte
Negli ultimi anni ha vissuto nel maniero di Merčyk a Charkiv. Morì il 24 gennaio 1843 a Charkov e fu sepolto nella chiesa cattedrale del monastero Pokrovskij di Charkiv.